# 1209

## Události
- František z Assisi založil řád františkánů
- založen premonstrátský klášter Zábrdovice
- V Anglii založení University of Cambridge

## Narození
Česko
- ? – Přemysl, moravský markrabě, nejmladší syn krále Přemysla Otakara I. († 16. října 1239)

Svět
- 5. ledna – Richard Cornwallský, římský král († 2. dubna 1272)
- 8. září – Sancho II., portugalský král († 4. leden 1248)
- ? – Valdemar Mladý, dánský princ († 28. listopadu 1231)

## Úmrtí
- 2. února – Alfons II. Provensálský, provensálský hrabě (* ? 1179)
- 5. března – Ota VIII. z Wittelsbachu, bavorský falckrabě a vrah římského krále Filipa Švábského (* 1180)
- 10. listopadu – Raimond Roger Trencavel, vikomt z Béziers, Albi, Carcassonne a Razès (* 1185)
- 12. listopadu – Filip z Plessis, velmistr řádu templářů (* 1165)
- ? – Guillaume de Champlitte, francouzský šlechtic, účastník čtvrté křížové výpravy a zakladatel křižáckého státu Achajské knížectví (* ?)
- ? – Markéta Švédská, norská královna jako manželka Sverre Sigurdssona (* asi 1155)

## Hlava státu
- České království – Přemysl Otakar I.
- Svatá říše římská – Ota IV. Brunšvický
- Papež – Inocenc III.
- Anglické království – Jan Bezzemek
- Francouzské království – Filip II. August
- Polské knížectví – Lešek I. Bílý
- Uherské království – Ondřej II.
- Sicilské království – Fridrich I.
- Kastilské království – Alfonso VIII. Kastilský
- Rakouské vévodství – Leopold VI. Babenberský
- Skotské království – Vilém Lev
- Portugalské království – Sancho I. Portugalský
- Latinské císařství – Jindřich
- Nikájské císařství – Theodoros I. Laskaris